# Litotelater
Litotelater is een geslacht van kevers uit de familie  
kniptorren (Elateridae).
Het geslacht is voor het eerst wetenschappelijk beschreven in 1996 door Calder.

## Soorten
Het geslacht omvat de volgende soorten:
- Litotelater divaricatus (Carter, 1939)
- Litotelater hirtus (Candèze, 1863)
- Litotelater pulsi (Candèze, 1878)
- Litotelater queenslandicus (Blair, 1935)
- Litotelater rotundicollis (Candèze, 1878)
- Litotelater rufipes (Schwarz, 1903)
- Litotelater testaceus (Candèze, 1863)